# Ⱡ
Cette page contient des caractères spéciaux ou non latins. S’ils s’affichent mal (▯, ?, etc.), consultez la page d’aide Unicode.
Ⱡ (minuscule ⱡ), ou L rayé doublement est une lettre additionnelle utilisée dans l’écriture du kutenai au Canada, du melpa et du nii en Papouasie-Nouvelle-Guinée, formée d’un L diacrité par deux barre inscrites horizontales.

## Utilisation
La lettre ⱡ est utilisée en kutenai pour transcrire une consonne fricative latérale alvéolaire sourde [ɬ]. Dans la pratique celle-ci est souvent représentée à l’aide de la barre verticale barrée doublement ‹ ǂ ›.
Le ⱡ était initialement utilisée comme alternative au l barré ou l sanglé ‹ ɬ ›, principalement dans l’écriture manuscrite et a été préféré par les instructeurs de langue kutenai dans les années 1990.
La lettre ⱡ est utilisée en melpa et en nii pour représenter une  consonne fricative latérale vélaire sourde [ꞎ].
Le ⱡ a remplacé le l barré horizontalement ‹ ƚ › en nii dans les années 1980-1990.

## Représentation informatique
Le L rayé doublement possède les représentations Unicode suivantes :
| formes    | représentations | chaînes de caractères | points de code | descriptions                             |
| --------- | --------------- | --------------------- | -------------- | ---------------------------------------- |
| capitale  | Ⱡ               | Ⱡ                     | U+2C60         | lettre majuscule latine l à double barre |
| minuscule | ⱡ               | ⱡ                     | U+2C61         | lettre minuscule latine l à double barre |